# Кудзьо Йоріцуґу
Кудзьо Йоріцуґу (яп. 九条頼嗣, 17 грудня 1239 — 14 жовтня 1256) — 5-й очільник Камакурського сьогунату у 1244—1252 роках. Відомий також як Фудзівара но Йоріцуґу.

## Життєпис
Походив з роду Кудзьо, гілки аристократичного клану Фудзівара. Син Кудзьо Йоріцуне, 4-го сьогуна, та Омія но Цубоне. По батьківській та материнській лінії був родичем представників Мінамото, перших сьогунів. Народився у 1239 році.
У 1244 році внаслідок протистояння з сіккеном Ходзьо Цунетокі батько Йоріцуґу вимушений був скласти з себе повноваження сьогуна. Тоді ж Йоріцуґу оголошено повнолітнім та надано посаду нового сьогуна. Також отримав старший п'ятий ранг. Втім, фактична влада збереглася у Ходзьо Цунетокі. 1245 року отримав молодший четвертий ранг. 1246 року сьогун одружився з сестрою останнього. Також стає очільником коенфу (палацової гвардії імператора) та йому надано старший четвертий ранг. 1249 року призначено кокусі провінції Міно.
1251 року надано молодший третій ранг. 1252 року сіккен Ходзьо Токійорі повалив сьогуна (через нього намагався керувати батько, колишній сьогун), поставивши на його місце принца Мунетаку. Помер Кудзьо Йоріцуґу у 1256 році.